# Hangandifoss
Hangandifoss – islandzki wodospad osiągający 123 m wysokości, znajdujący się w regionie Austurland, na południowy zachód od jeziora Jökulsárlón w kanionie Múlagljúfur. Znajduje się on na strumieniu Hangandifosslækur, który wypływa z lodowca Öræfajökull. Wodospad znajduje się około 6 km od linii brzegowej.